# 胜朝彤史拾遗记
胜朝彤史拾遗记，明末清初人毛奇龄所撰笔记。六卷。
毛奇龄开始得到其父所藏《宫闱纪闻》一书，发现该书载事不确，文不雅驯，后来参与编纂《明史》工作，他分撰天顺、成化、弘治、正德四朝《后妃传》，搜集到《实录》等资料。但是在《明实录》仅得一些妃嫔的册封年时、后妃薨丧葬诸礼节，于是不得已而取材野史所记与实录不符者，草成。《明史》完稿后，遂将入传剩余资料，并合之《宫闱纪闻》，撰成《胜朝彤史拾遗记》，共计十六朝六十五传。其实所录者大都已入正史。书末附洪武时所定女职5条。有《西河合集》、《艺海珠尘》本。